# Ente di ispezione
L'ente di ispezione (OdI) è una azienda autorizzata e accreditata per svolgere attività di ispezione presso altre aziende con riferimento a specifici processi e/o controllo dei medesimi.

L'ente di ispezione viene spesso attivato da un cliente, un'associazione di consumatori o da un'autorità giudiziaria che utilizza lo strumento dell'ispezione come valutazione obiettiva e imparziale dell'accuratezza delle attività svolte da un'azienda (fornitore, ecc.)
Nell'ambito relativo al contratto cliente-fornitore, l'ispezione è lo strumento di controllo e vigilanza che consente di validare l'applicazione dei requisiti contrattuali.

Nel contratto, in tal caso, saranno identificati periodicità, preavviso, evidenze da presentare, reportistica da produrre, calendario della ispezione e di conseguenza eventuali sanzioni o premi nel caso di irregolarità rilevate.

## Ente di ispezione e organismo di certificazione
L'ente di ispezione non deve essere confuso con l'Organismo di Certificazione (OdC).

Infatti, mentre il primo garantisce l'attuazione imparziale di una generica ispezione su un tema specifico concordato (ad esempio la difettosità di un prodotto oppure l'igiene di un reparto alimentare) e fornisce eventuale riscontro alla azienda/cliente richiedente, nel secondo caso l'ente è responsabile nel certificare un sistema di gestione rispetto ad una norma (ad esempio ISO 9001, ISO 14001) per l'azienda stessa.
Essendovi comunque molte analogie e competenze affini, spesso l'ente di certificazione è abilitato anche al ruolo di Organismo di ispezione.

L'abilitazione riguarda la possibilità di ispezionare o certificare un'azienda, e tecnicamente è indicata con il termine di "accreditamento": viene rilasciata dal corrispondente ente di accreditamento. In Italia tale riferimento è ACCREDIA.